# Роберт-дьявол
«Роберт-дьявол» (фр. Robert le diable) — большая опера в пяти актах за авторством Джакомо Мейербера (1831). Либретто Эжена Скриба и Жермена Делавиня.

## Введение
Первое представление «Роберта-дьявола» состоялось в Парижской опере 21 ноября 1831 года; в главных ролях были заняты тенор Нурри, бас Левассёр и сопрано Чинти-Даморо. Это была первая «большая опера» композитора, написанная в Париже. В течение 4 лет, прожитых Дж. Мейербером в столице Франции, он тщательно изучал вкусы и настроения новой для него театральной публики, нащупывал пути к успеху в малоизвестной для него стране. Постановка «Роберта-дьявола», имевшая сенсационный успех, оправдала все его ожидания и расчёты. 
Любителям музыкальной сцены полюбилась манера роскошной театрализации Мейербера, подбор виртуозных вокальных партий, замечательной оркестровки и эффектного, занимательного сюжета. Эта опера, первая из «больших опер» на парижской сцене, оказала большое влияние на развитие французской оперы и музыкальной культуры XIX века. Особо высокой оценки заслуживает введение балетных постановок в представлении (в частности — танец монахинь). У. Ш. Гилберт в 1868 году поставил одноимённую пародию.

## Действующие лица
- Роберт, герцог нормандский — тенор
- Бертрам, его друг — бас
- Альберт, обер-гофмейстер короля сицилийского — бас
- Изабелла, принцесса сицилийская — сопрано
- Рембо (Рамбольд), нормандский крестьянин — тенор
- Алиса, нормандская крестьянка — меццо-сопрано
- Герольд короля сицилийского — тенор
- Король сицилийский — без текста
- Гренадский принц — без текста

Время действия — Палермо, XI столетие.

## Содержание
Сюжет оперного действия построен на средневековых преданиях, повествующих о жизни нормандского герцога Роберта I (ок. 1000—1035).

### Акт I
На песчаном морском берегу Сицилии, за роскошными столами, уставленными золотыми кубками и серебряными тарелками, пируют знатные рыцари из свиты короля Сицилийского. Вдруг к берегу подплывают корабли, из которых спускаются вооружённые чужестранцы. Богато разодетые воины присоединяются к сицилийцам и пьют с ними за здоровье сицилийского короля. Всё за столом замечательно — не хватает лишь песни, весёлой или печальной. И её исполнителя, певца-трубадура.
Вдруг на берег выходит Рамбальд, крестьянин из далёкой северной Нормандии. У него сильный голос, и он умеет и любит петь. Рыцари требуют, чтобы он исполнил для них какую-нибудь балладу, которыми славится его родина. Особенно настаивает на этом молодой рыцарь Роберт — оказывается, он тоже нормандец. В угоду ему крестьянин исполняет известную на их родине песнь о Роберте-дьяволе, юноше, продавшем душу Сатане и за это изгнанному из родных краёв. Эта песнь на самом деле была написана о самом рыцаре Роберте, и тот с трудом сдерживается, чтобы не зарубить дерзкого трубадура. Рамбальд же, не узнавая Роберта и не подозревая об опасности, продолжает свою песнь:
Некогда правил в Нормандии мудрый и славный герцог. И у него была прекраснейшая дочь по имени Берта. Многие сватались к ней, но гордая принцесса не принимала ничьих ухаживаний, пока сама не полюбила. Но выбор её оказался ужасным по последствиям, ибо избранником девушки оказался околдовавший её злой дух. Берта родила от него сына, который ещё до рождения был назван Робертом Дьяволом и посвящён Сатане. После рождения своего этот Роберт приносил людям только горе и несчастья, почему и был изгнан их родных пределов. Да будет проклято это исчадие Ада.
Гнев вновь охватывает Роберта, но его старший спутник, рыцарь Бертрам, успокаивает молодого человека и заставляет его вложить меч в ножны. Однако разъярённый Роберт всё же приказывает повесить несчастного певца. Перепуганный Рамбальд просит пощадить его, тем более что прибыл на Сицилию он не один, а со своей невестой, Алисой. Увидев Алису, Роберт узнаёт её. Она была дочерью служанки его матери Берты, детьми они вместе играли в дворцовом саду. Герцог обрадован встрече и милует Рамбальда; он рассказывает Алисе о своей незавидной судьбе. Уже долгое время Роберт находится на Сицилии; он влюблён в дочь сицилийского короля Изабеллу. Однако, вызвав неудовольствие её отца, он, видимо, навсегда потерял надежду жениться на любимой. Ведь Роберт, расхваставшись своим боевым искусством, вызвал на поединок вассалов короля и в жестокой схватке победил их. Правда, ему оказал помощь его храбрый старший друг Бертрам. Разгневанный из-за поражения своих воинов, король навсегда отказал Роберту в руке Изабеллы. В свою очередь Алиса открывает Роберту причину своего путешествия в Италию. Мать герцога, Берта, перед смертью послала девушку к нему со своим благословением и завещанием. Однако Роберту разрешено прочесть последнее лишь тогда, когда он очистится душою. Молодой человек не решается пока развернуть пергамент и оставляет его на сохранение у Алисы.
Выслушав исповедь герцога, Алиса предлагает написать ему письмо своей любимой, которое берётся передать по назначению. В награду Роберт дозволяет Алисе и Рамбальду в тот же день сыграть свадьбу. Уже уходя, Алиса вдруг испытывает ужас. Она видит рыцаря Бертрама и вспоминает икону в сельской церкви, где изображён архангел, ниспровергающий сатану. Черты лица этого друга Роберта такие же в точности, как и у дьявола на старой иконе. Но Роберт лишь посмеялся над страхами девушки. С другой стороны — с тех пор, как с Бертрамом они вместе, не слишком ли много зла сотворено им? Роберта охватывают сомнения, но Бертрам ловко меняет направление его мыслей. Им очень нужны деньги, и друзья отправляются играть в кости. Игра оказывается крайне неудачной для герцога — он проигрывает все свои деньги и драгоценности, даже оружие и лошадей. Раздосадованный, Роберт обещает отомстить обыгравшим его сицилийцам.

### Акт II
Принцесса Изабелла грустит в одиночестве. Как долго она не виделась со своим возлюбленным рыцарем, с Робертом! Неужели он забыл о ней?!
Появляется Алиса с письмом, из которого Изабелла узнаёт, что любимый по-прежнему думает о ней. Затем она встречается с Робертом и прощает ему его бахвальство, несмотря на то что оно может стоить Изабелле и Роберту счастья. Влюблённые вновь признаются друг другу в своих чувствах. Вдруг раздаются громкие звуки трубы: Роберту брошен вызов соперником. Герольд сообщает, что на бой его вызывает только что прибывший Гренадский принц, также добивающийся руки Изабеллы. Поединок должен состояться немедленно, в лесу. Роберт, устремившийся в назначенную для боя дубовую рощу, напрасно ожидает своего врага. В это время на устроенном в Палермо турнире гренадский принц становится победителем и женихом Изабеллы, устранив хитростью своего главного противника. Роберт в отчаянии, не подозревая, что вся эта интрига затеяна его «злейшим другом» Бертрамом.

### Акт III
У развалин старинного монастыря перед самой свадьбой должны встретиться Алиса и Рамбальд. Жених уже здесь, но вместо возлюбленной он видит рыцаря Бертрама. После инцидента с песней трубадур с опаской относится к рыцарю, однако тот настроен дружелюбно и даже дарит парню «на свадебные расходы» кошелёк с золотыми монетами. Обрадованный Рамбальд, забыв о предстоящей женитьбе, убегает в трактир отпраздновать с приятелями «событие». Бертрам же, оставшись в одиночестве, вступает в этом уединённом месте в контакт с подземными духами зла. Страшными голосами силы Ада пеняют Бертраму, что Роберт до сих пор не поклоняется Сатане, и грозят Бертраму за это карой.
В этот момент к развалинам аббатства приходит и Алиса. Не обнаружив Рамбальда, девушка вдруг слышит ужасные голоса. Девушка вне себя от страха: как она и подозревала, Бертрам служит дьяволу! В это время на месте действия появляется и Роберт, однако Алиса не в силах сообщить ему о своём открытии и убегает. Роберт жалуется своему другу на несчастья, постоянно преследующие его. Бертрам даёт ему совет: Роберт должен войти в разрушенное аббатство и на могиле святой Розалии сломать кипарисовую ветвь. Она станет для него магической помощницей. Вот только осмелится ли принц на такое святотатство? Однако Роберт уже готов на всё.

### Акт IV
Палермо, королевский дворец, покои принцессы Изабеллы. Входит Роберт с волшебной кипарисовой ветвью в руках. В этот же момент всё живое во дворце, кроме него и Изабеллы — придворные, челядь, стража — погружается в колдовской сон. Роберт и Изабелла остаются вдвоём и могут быть, счастливые, вместе. Однако Изабелла знает, что кипарис — дерево кладбищ — приносит несчастья, и умоляет Роберта сломать злосчастную ветвь. Как только он это делает, весь дворец просыпается и бросается на дерзкого пришельца. Роберту едва удаётся бежать.

### Акт V
Роберт несчастен. Даже меч, которым он должен был биться на поединке, сломался. Бертрам убеждает его, что юноша сам виноват в своих бедах — не надо было отказываться от чудодейственной силы кипарисовой ветви. Теперь же Изабелла станет женой Гренадского принца. Вне себя от ревности Роберт готов следовать любому совету, и когда Бертрам предлагает ему подписать договор с Дьяволом, Роберт не колеблется.
Договор мгновенно составлен, но тут из бывшей обители раздаются молитвенные песнопения. Роберт вспоминает — так молилась его мать, Берта, желая оберечь сына от сил зла. Он медлит, и тогда Бертрам решается на крайнее средство. Он сообщает Роберту, что является его отцом. Принц должен выбрать — или он теряет возлюбленную и отца, либо — послушавшись его и подписав договор с сатаной, получит Изабеллу и сохранит для себя Бертрама.
В этот момент вдруг появляется Алиса и сообщает, что и Гренадский принц, и вся его пышная свита внезапно исчезли — будто растворились в воздухе, оказавшись фантомами, дьявольским наваждением. Девушка умоляет Роберта скорее бежать к Изабелле, которая его ждёт. Но поздно — Роберт решает остаться с отцом и подписать страшный договор. Тогда Алиса идёт на последнее средство — она разворачивает свиток Берты, в котором та предостерегает сына от веры его отцу, посланцу тёмных сил. Часы бьют полночь. Земля разверзается под Бертрамом, и он проваливается в адскую бездну.

В последней сцене две счастливые пары — Роберт с Изабеллой и Рамбальд с Алисой, как им и напророчил святой отшельник — вступают в освещённые двери собора и направляются к алтарю для венчания. 

## Избранные постановки
- 1968 Флоренция: Джорджо Мериджи, Борис Христов, Рената Скотто, Стефания Малагу. Нино Санцоньо. Сокращённая версия на итальянском языке.
- 1985 Париж: Ален Ванцо/ Рокуэлл Блейк, Сэмюэль Рэйми, Джун Андерсон, Мишель Лагранж. Томас Фултон.
- 1988 Нью-Йорк: Крис Мерритт, Сэмюэль Рэйми, Мерилин Мимс, Фрэнсис Гинсберг. Ив Квелер. Концертное исполнение.
- 2000 Прага: Хосе Медина, Олег Коротков, Людмила Вернерова, Ева Гарайова. Винсент Монтейль. Сильно сокращённая версия.
- 2000 Берлин: Чжани Цань, Кван Чуль Юн, Нелли Миричою, Марина Мещерякова, Бригитта Хан. Марк Минковски.
- 2000 Мартина Франка: Уоррен Мок, Георгий Сарьян, Патриция Чофи, Аннализа Распальози. Ренато Палумбо.
- 2011 Эрфурт: Эрик Фентон, Вазген Газарян, Клавдия Сорокина, Илья Папандреу. Самуэл Бэхли.